# María del Rosario Fernández
María del Rosario Fernández (ur. 1755 w Sewilli, zm. 28 grudnia 1803 w Madrycie) – hiszpańska aktorka teatralna o przydomku Tyranka, pochodząca z Sewilli. Z powodzeniem występowała w teatrach w Andaluzji, Madrycie i Barcelonie, zyskując sławę i uznanie.

## Życiorys
Urodziła się jesienią 1755 roku w Sewilli, wychowała się w znanej z folkloru dzielnicy La Triana. Jej rodzicami byli sewilczyk Juan Mauel Fernández Rebolledo i Antonia Ramos Muñoz pochodząca z Ceuty. Ojciec aktorki zajmował się drobnym kupiectwem, a rodzina należała do zamożnych. Jej młodsza siostra Francisca de Paula również związana była z teatrem, a dwóch braci prawdopodobnie zmarło w dzieciństwie.
Od 1679 roku obowiązywał w Hiszpanii zakaz wystawiania przedstawień teatralnych. Poluzowanie tego prawa nastąpiło po wstąpieniu na tron Karola III, ale zniesiono je dopiero w 1764 roku. Do tego czasu w całym kraju urządzano tajne, amatorskie spektakle, w których okazjonalnie brała udział m.in. matka Maríi del Rosario. Edukacja sceniczna Maríi nie jest znana. Aktorka twierdziła, że uczyła się w szkole teatralnej Peruwiańczyka Pabla de Olavide w Sewilli. Ta szkoła hołdowała teatrowi francuskiemu, odchodząc od tradycyjnego baroku. W styczniu 1770 roku, mając 15 lat, María del Rosario poślubiła dwa razy starszego od siebie Francisca Castellanosa – aktora, który prawdopodobnie pracował w tej samej kompanii co jej matka. Krótko po ślubie wyjechała z mężem do Aranjuez, gdzie działały teatry występujące objazdowo w królewskich rezydencjach. W 1773 roku została zaangażowana w Madrycie, aby występować w królewskiej kompanii teatralnej, nadzorowanej przez hrabiego de Aranda (Compañía de los Reales Teatros de los Sitios de Madrid). Wystawiano w niej głównie zagraniczne dzieła tłumaczone z francuskiego i włoskiego, a dyrektorem był José Clavijo y Fajardo. Zagrała m.in. w dramacie Mitrydates według Racine’a, L’Écossaise i La Zayda Voltaire’a czy Celmira de Belloya – dziełach tłumaczonych na hiszpański przez Pabla de Olavide.
W przeciwieństwie do popularnych barokowych teatrów stolicy, aktorzy José Clavijy unikali przesadnej ekspresji i gestykulacji, co odpowiadało gustom tzw. ilustrados. María del Rosario była aktorką dramatyczną, w odróżnieniu od innych nie śpiewała na scenie, zdobyła uznanie za swój talent deklamatorski. Swój przydomek zawdzięczała mężowi, który często grywał czarne charaktery, a w szczególności tyranów. Z tego powodu partnerująca mu na scenie aktorka zyskała przezwisko La Tirana, czyli Tyranka.

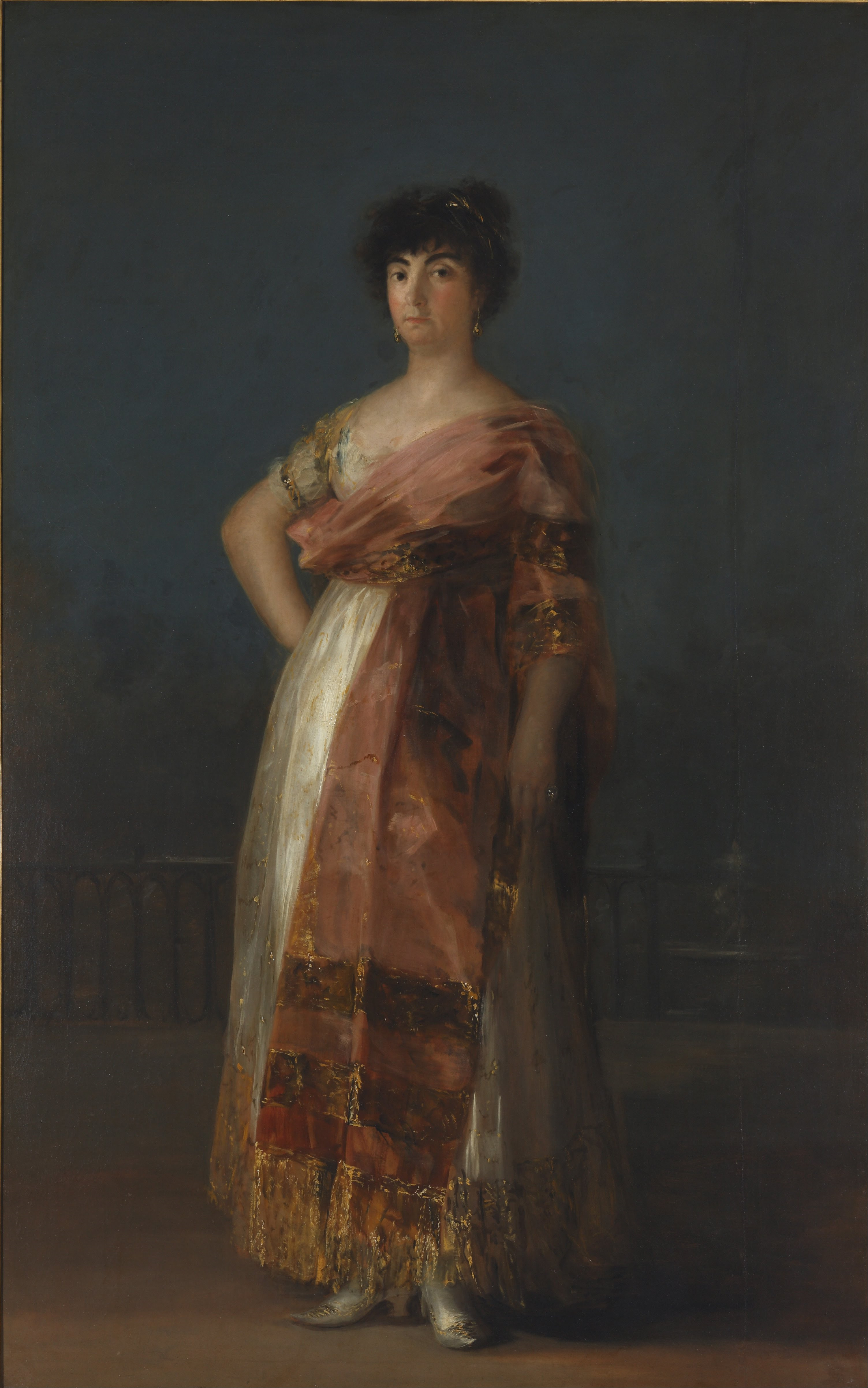
María del Rosario Fernández «La Tirana», Goya, 1792

W 1777 roku, po upadku hrabiego Arandy i cięciach budżetowych jego następcy hrabiego Floridablanki, teatry królewskich rezydencji zostały zamknięte. Kompanie rozwiązały się, a María del Rosario powróciła do Sewilli, gdzie w tym samym roku urodziła pierwszą córkę Antonię. Szybko wróciła na scenę w Kadyksie, gdzie razem z mężem działali nie tylko jako aktorzy, ale także teatralni przedsiębiorcy. Na krótko wyjechali do Barcelony, ponieważ Tyranka zwróciła uwagę Junty Teatrów Madryckich, która wzywała wybitnych aktorów z prowincji do pracy w stolicy. Rozstała się z mężem i wróciła do Madrytu, gdzie znalazła protekcję u podziwiającej ją księżnej Alby oraz księcia Osuny. W 1780 roku zaczęła pracę w kompanii teatralnej Manuela Martíneza w Teatro del Príncipe, gdzie grała główne role kobiece. Według popularnej anegdoty księżna pożyczyła Tyrance swoje stroje, gdyż aktorki były odpowiedzialne za własną garderobę, a jej ubrania nie dotarły na czas z Barcelony. W 1783 roku mąż Maríi del Rosario przyjechał z Barcelony do Madrytu, wysuwając roszczenia finansowe i grożąc rozwodem, do którego jednak nie doszło. W 1789 wystąpiła w sztuce Fryderyk II, król Prus, w której uwagę zwróciły jej kostiumy.
Od około 1792 roku aktorka uskarżała się na stan zdrowia, a w 1794 wycofała się z pracy zawodowej. W tym okresie zaczęła pisać sztuki teatralne, współtworzyła z dyrektorem kompanii Manuelem Martínezem. W 1797 roku otrzymała stanowisko odpowiedzialnej za prestiżowe miejsca w Teatro del Príncipe (cobradora de lunetas), które sprawowała aż do śmierci. Zmarła w wieku 48 lat w swoim domu w Madrycie, przeżywszy wszystkie czworo dzieci.

## Portrety
Protektorkę Tyranki księżną Albę łączyła przyjaźń z nadwornym malarzem Franciskiem Goyą, zapewne dzięki tym koneksjom powstały dwa portrety Tyranki – pierwszy całopostaciowy około roku 1792 (María del Rosario Fernández «La Tirana»), a drugi w roku 1794 (Aktorka «La Tirana»). W czasie, kiedy portretował ją Goya, aktorka podupadła na zdrowiu i wycofała się z życia artystycznego. Jej postać zainspirowała także XIX-wiecznego malarza José Casadę del Alisala, który namalował obraz La Tirana w 1875 roku.